# فالديمار كيتا
فالديمار كيتا (بالفرنسية: Casimir Kita)‏ هو شخصية أعمال بولندي وفرنسي، ولد في مايو 1953 في شتشين في بولندا.